# این ساعت‌های پایانی
این ساعت‌های پایانی (انگلیسی: These Final Hours) فیلمی علمی تخیلی آخرالزمانی مهیج به کارگردانی و نویسندگی زک هیلدیتچ و محصول کشور استرالیا است که در سال ۲۰۱۳ منتشر شد. ناتان فیلیپس و انگوری رایس بازیگران اصلی فیلم هستند. این فیلم برای نمایش در بخش دو هفته کارگردانان جشنواره فیلم کن ۲۰۱۴ انتخاب شد.

## داستان
داستان فیلم در پرث و ده دقیقه پس از برخورد یک سیارک با زمین، در اقیانوس اطلس آغاز می‌شود و تقریباً دوازده ساعت باقی مانده تا طوفان آتش به استرالیای غربی برسد. جیمز، معشوقه باردارش، زوئی را برای شرکت در مهمانی پایانی رها می‌کند. پس از دزدیده شدن ماشینش، با دو مرد روبه‌رو می‌شود که دختر جوانی به نام رز را ربوده و قصد دارند به او تجاوز کنند. جیمز، رز را نجات می‌دهد و به او در پیدا کردن پدرش کمک می‌کند.

## بازیگران
- ناتان فیلیپس در نقش جیمز
- انگوری رایس در نقش رز
- جسیکا دیگو در نقش زوئی
- دنیل هنشال در نقش فردی
- کاترین بک در نقش ویکی
- سارا اسنوک در نقش مادر مندی
- لاینت کوران در نقش مادر جیمز

## پذیرایی

### گیشه
این ساعت‌های پایانی در یک اکران محدود در سراسر استرالیا اکران شد و بیش از ۳۶۰ هزار دلار فروش رفت.

### انتقادی
این ساعت‌های پایانی به‌طور کلی نقدهای مثبتی از سوی منتقدان دریافت کرد که از فیلم‌نامه و بازی انگوری رایس تمجید کرده‌بودند. در تارنمای راتن تومیتوز فیلم دارای رتبه ۸۳٪ بر اساس بررسی ۵۲ نقد است و منتقدان به‌طور میانگین نمره ۷/۳ از ۱۰ به این فیلم داده‌اند. در تارنمای متاکریتیک، این فیلم امتیاز ۶۱ از ۱۰۰ را بر اساس ۹ نقد دارد که حاکی از نقدهای مطلوب است.